# Кирккойоки
Кирккойоки — река в России, протекает по Питкярантскому району Карелии.

## Общие сведения
Исток — небольшое озеро в заболоченном лесу западнее реки Пиени-Кивиоя. Течёт на юг по ненаселённой местности, принимает правый приток — Терисеваноя, после чего пересекает железную дорогу Янисъярви — Лодейное Поле, принимает правый приток — Тавйою и поворачивает на юго-восток. Впадает в Ладожское озеро западнее посёлка Салми и устья Тулемайоки. Перед устьем пересекает трассу 86К-8 («Олонец — Питкяранта — Леппясилта»). Длина реки составляет 20 км.

## Данные водного реестра
По данным государственного водного реестра России относится к Балтийскому бассейновому округу, водохозяйственный участок реки — Водные объекты бассейна озера Ладожское без рек Волхов, Свирь и Сясь, речной подбассейн реки — Нева и реки бассейна Ладожского озера (без подбассейна Свирь и Волхов, российская часть бассейнов). Относится к речному бассейну реки Нева (включая бассейны рек Онежского и Ладожского озера).
Код объекта в государственном водном реестре — 01040300212102000011327.

## Фотография

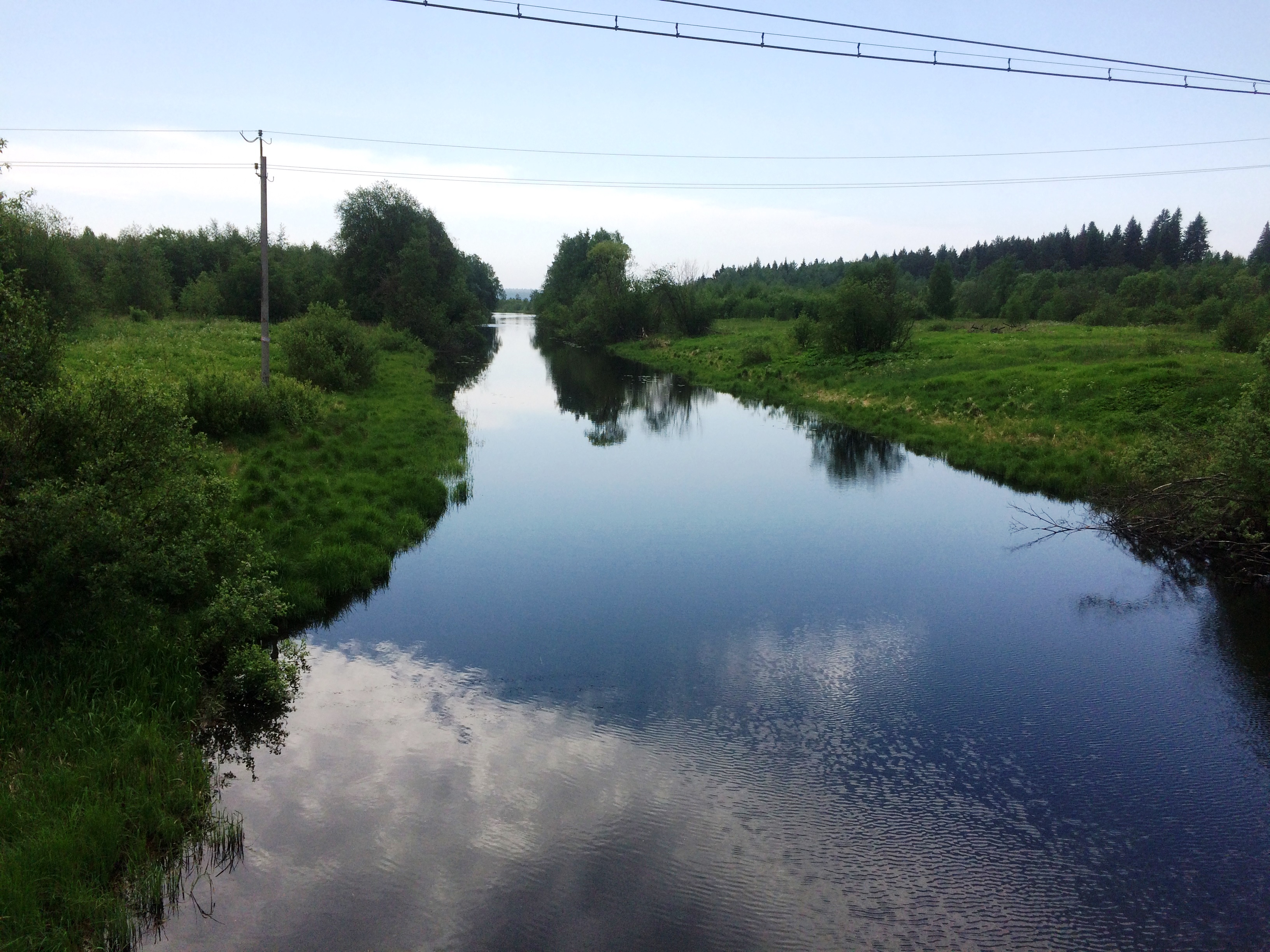
Вид с автомобильного моста по течению